# Nikolaj Karazin

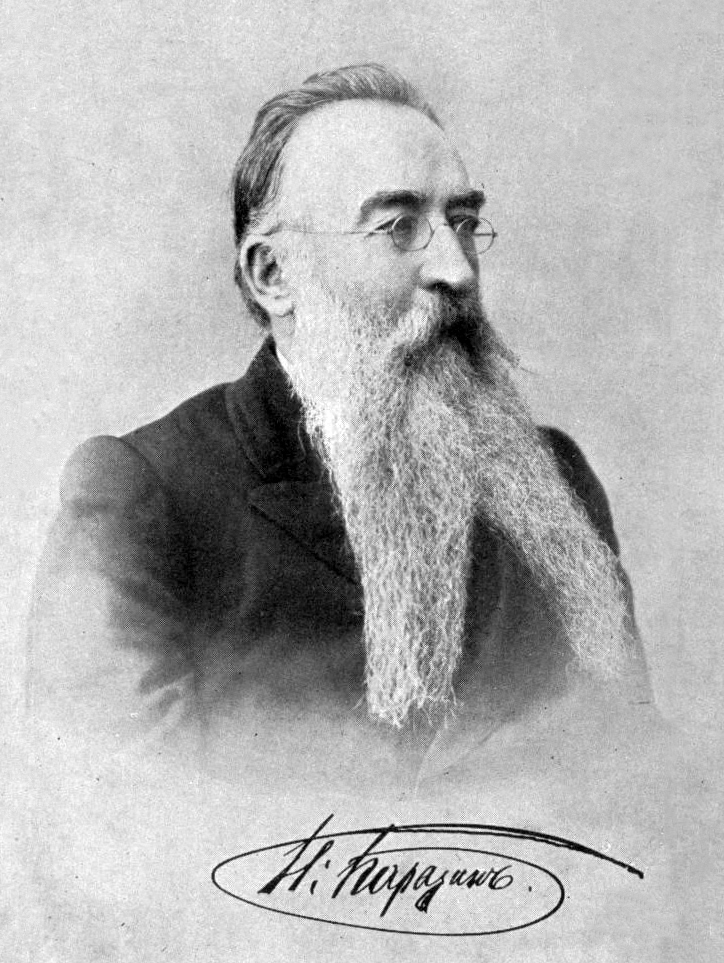
Nikolaj Karazin

Nikolaj Nikolajevitsj Karazin (Russisch: Николай Николаевич Каразин) (Charkov, 1842 - Gatsjina, 1908) was een Russisch officier, schrijver en kunstschilder, vooral bekend om zijn schilderijen van exotische plaatsen en oorlogstaferelen.

## Biografie
Karazin werd geboren in een familie van vooraanstaande wetenschappers. Zijn grootvader Vasili was de stichter van de Universiteit van Charkov, zijn vader Nikolaj was uitvinder van onder andere een nieuwe manier voor het roken van vlees.
Karazin kreeg een militaire opleiding in Moskou,maar studeerde tevens aan de Academie voor de Kunst. Als militair nam hij deel aan het neerslaan van de januari-opstand in Polen en in 1877 nam hij als correspondent-illustrator deel aan de Russisch-Turkse Oorlog, waarna hij vanwege grote verdiensten de Orde van Sint-Vladimir verwierf, alsmede een gouden zwaard. Van 1885 tot 1886 reisde Karazin naar India, later ook naar Egypte, Italië en Zwitserland en andere exotische plaatsen.

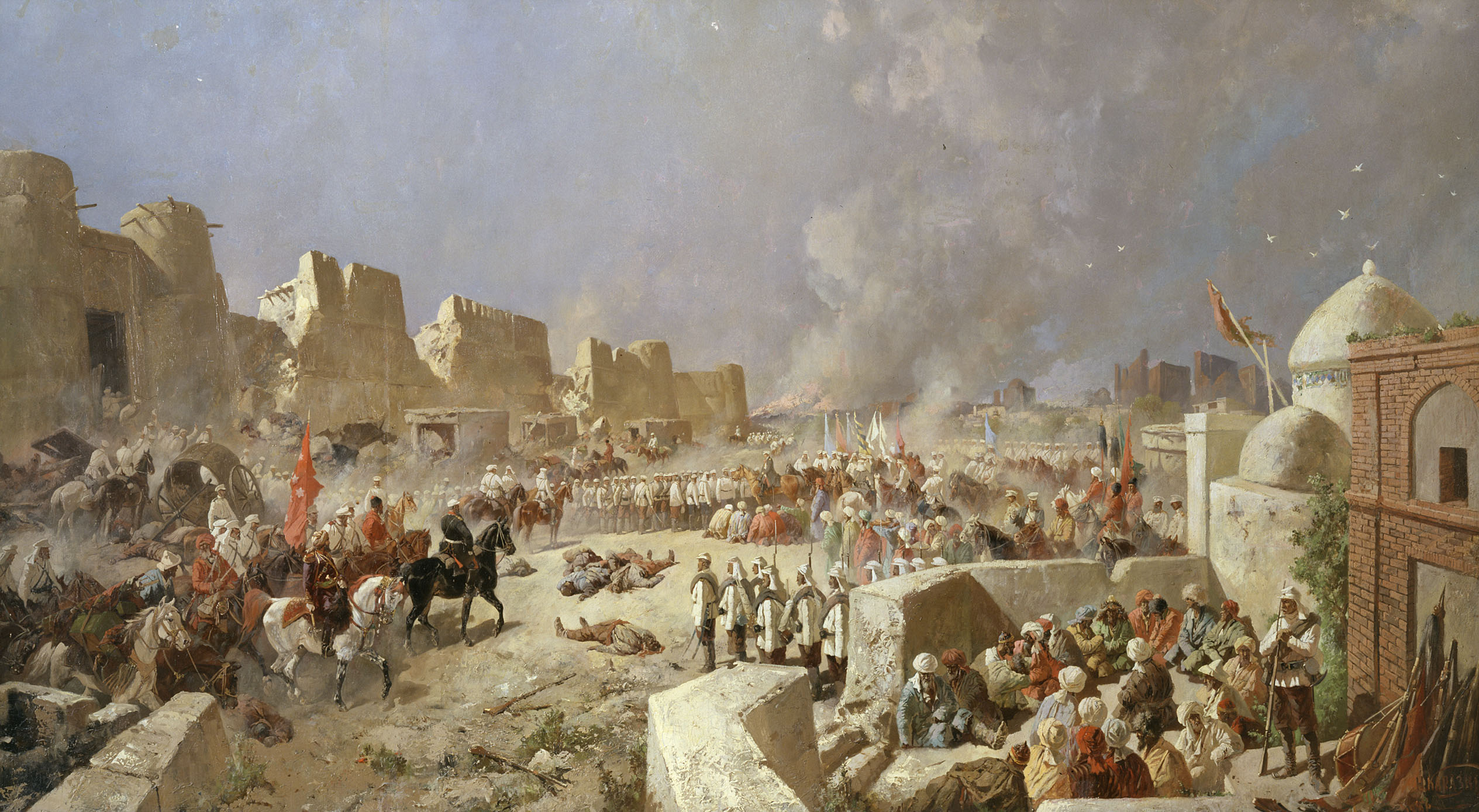
Karazin, Russische troepen nemen Samarkand in, 1868

Na zijn pensionering van militaire dienst schreef Karazin een groot aantal etnografische- en avonturenverhalen en -romans:
- "В пороховом дыму" (In de rook van het gewerenkruit,1886);
- "В камышах" (In het riet, 1879)
- "Varvara Lepko en haar familie" (1879);
- "Тигрица" (Tigress);
- "Van Orenburg tot Tasjkent" (1886);
- "Xiva-expeditie" (1882); etc.

De meeste populariteit verkreeg Karazin met zijn kinderboek Van Noord naar Zuid; herinneringen van een oude kraanvogel, over een kraanvogel die van de moerassen in Ostasjkov trekt naar de boven-Nijl, verluchtigd met prachtige illustraties.
Later verkreeg Karazin vooral bekendheid als kunstschilder. Hij schilderde vooral exotische- en militaire taferelen, onder meer van militaire charges van het Russische leger in Turkestan. Ook illustreerde hij talloze boeken tekende hij voor ansichtkaarten. In 1902 werd hij als tekenaar betrokken bij het megaproject van de aanleg van de Metro van Moskou. In 1902 werd Karazin lid van de Russische Kunstacademie.
Karazin overleed in 1908 in Gatsjina.

## Galerij

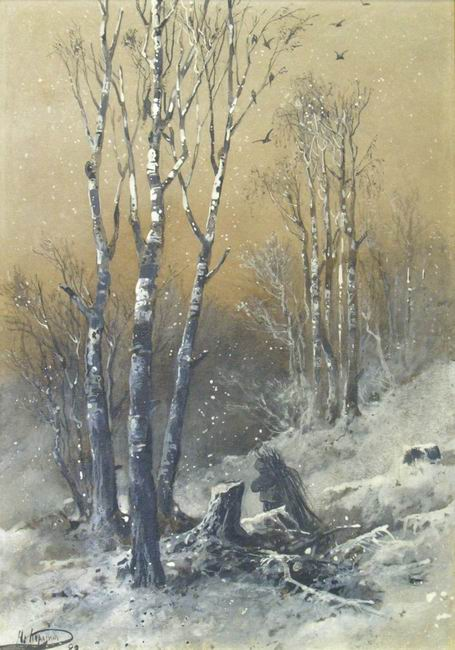
Sprokkelhout verzamelen in de winter, 1888
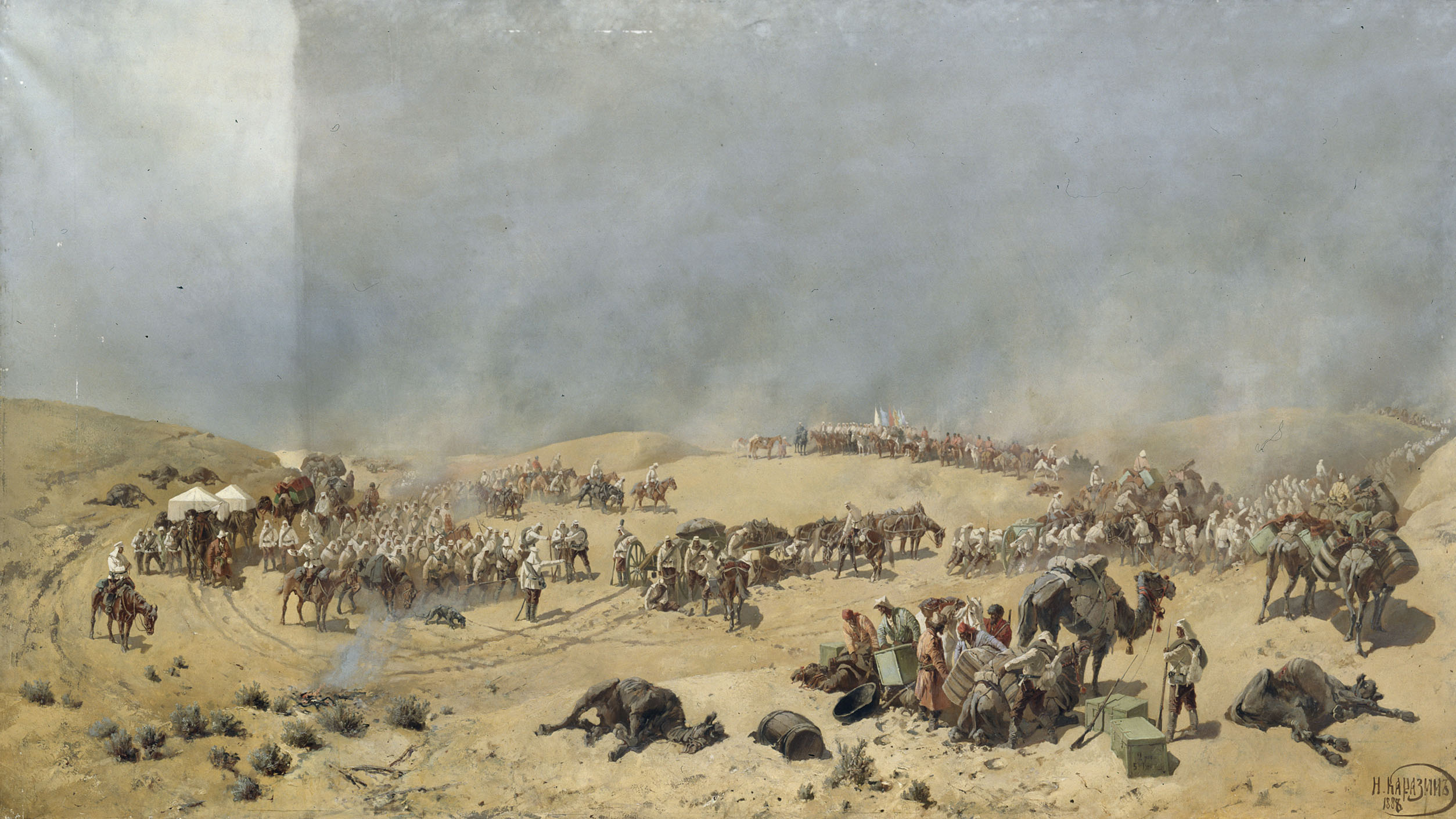
Xiva expeditie van 1873, 1888
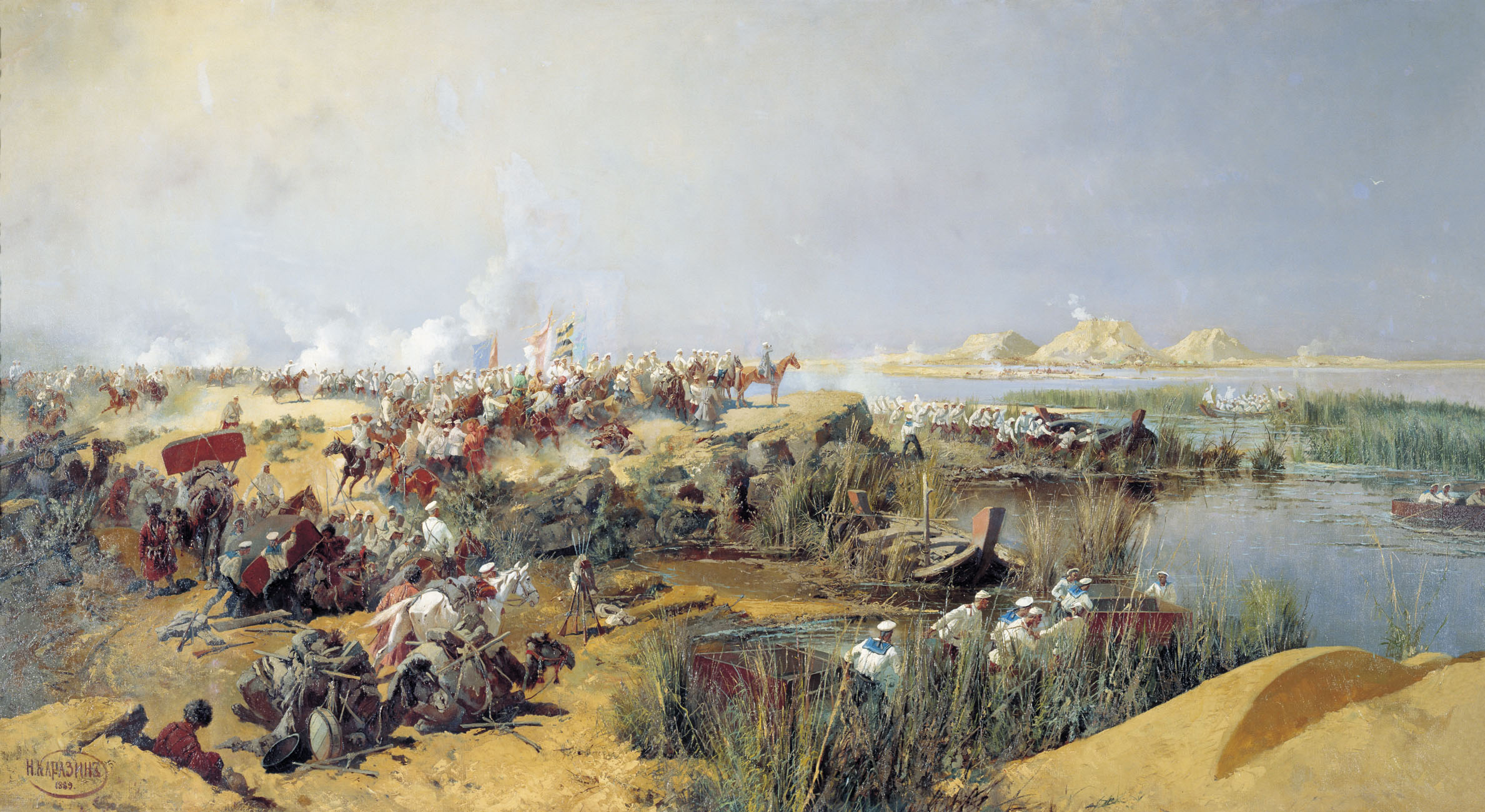
Russische troepen steken de Amu Darja over in 1873, 1889
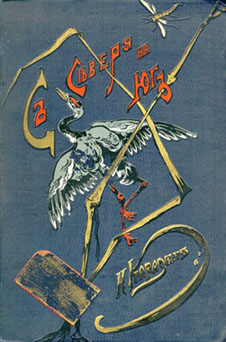
Cover van Karazins boek Van Noord naar Zuid, 1899
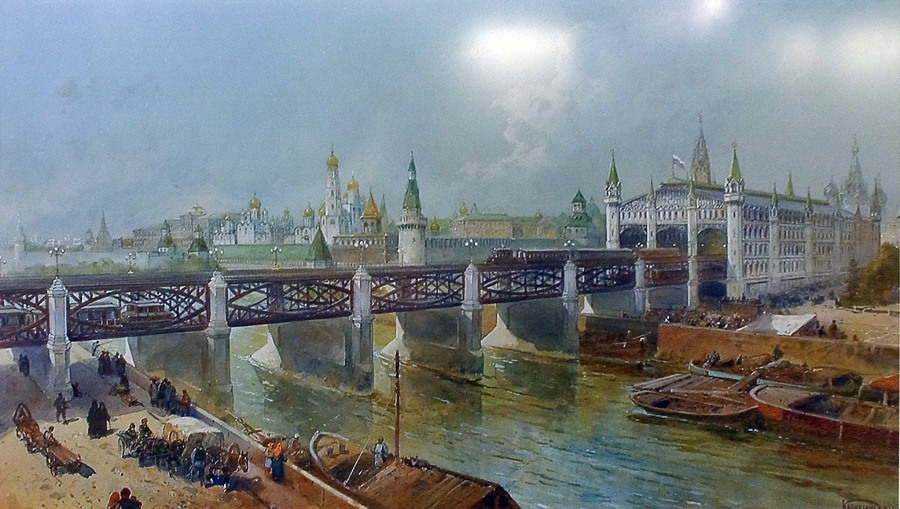
Project van de Metro van Moskou, 1902
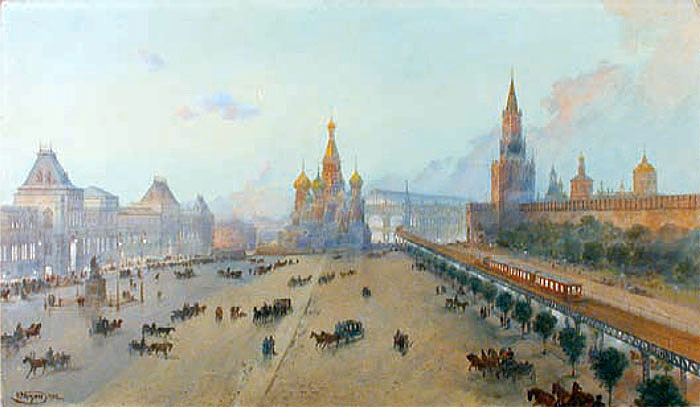
Project van de Metro van Moskou, 1902
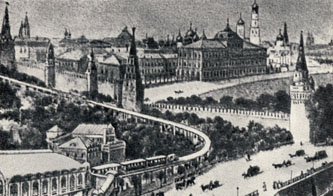
Project van de Metro van Moskou, 1902
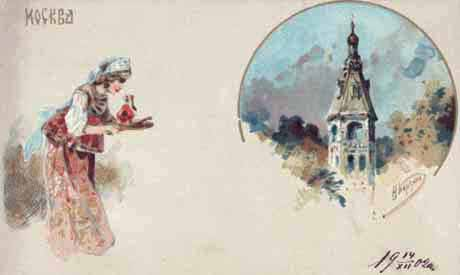
Moskou, ansichtkaart
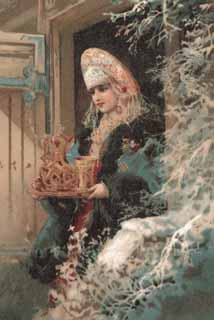
Ansichtkaart
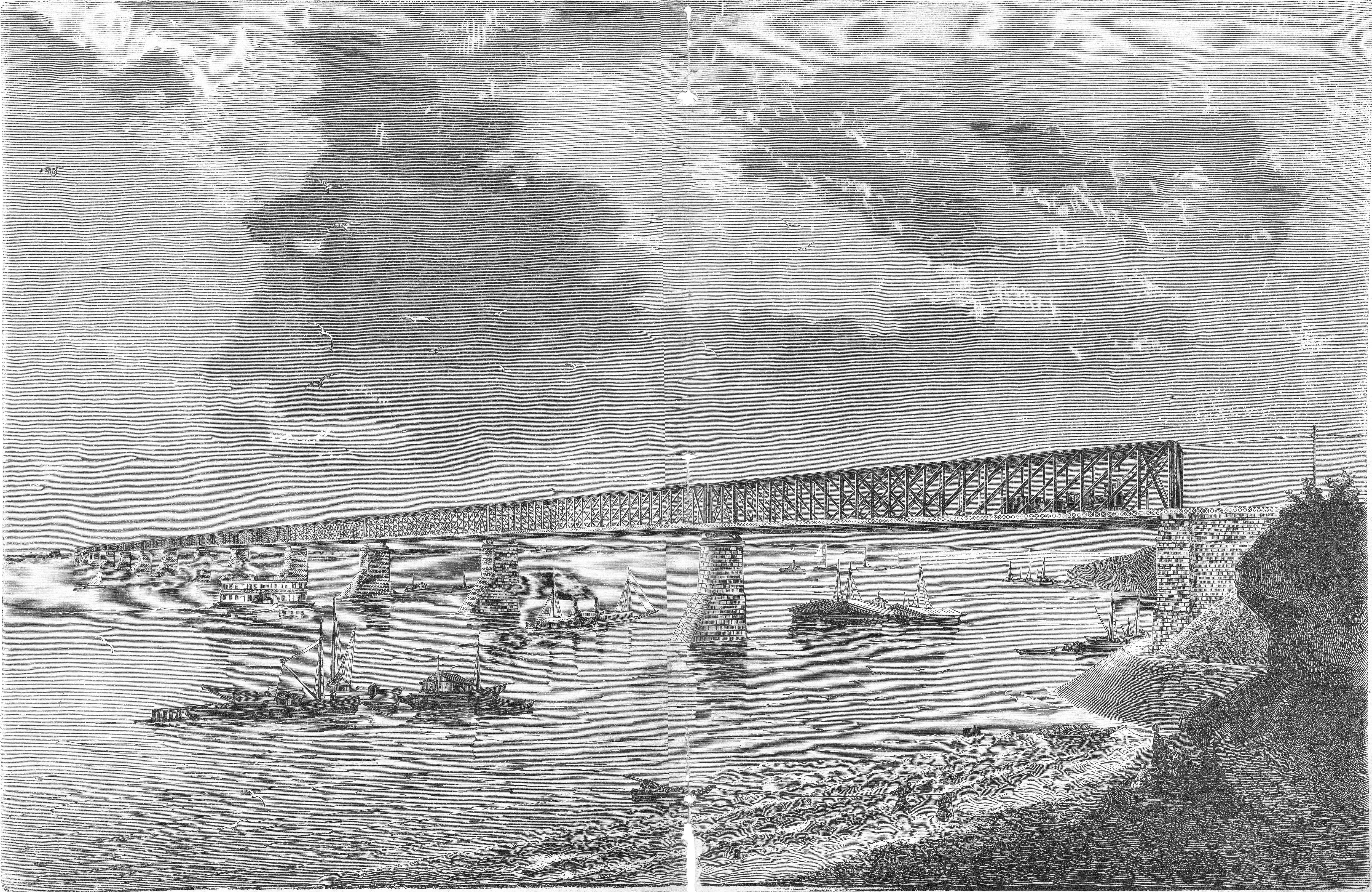
Aleksandrovski-brug na de opening, 1880

- Bibliothèque nationale de France: cb149708943 (data)
- CiNii: DA05558623
- Gemeinsame Normdatei: 126694133
- International Standard Name Identifier: 0000 0000 8366 9420
- Library of Congress Control Number: no89006800
- Nationale Bibliotheek van Letland: 000131443
- Nationale Bibliotheek van Tsjechië: jx20061125020
- Nationale Bibliotheek van Israël: 987010636020205171
- Nederlandse Thesaurus van Auteursnamen: 072011343
- RKD-Nederlands Instituut voor Kunstgeschiedenis: 43482
- Système universitaire de documentation: 100936385
- Union List of Artist Names: 500109088
- Virtual International Authority File: 27338503
- WorldCat: E39PBJjCQPfhF9T9YXCG9GHcT3